# 자동차 대소동
《자동차 대소동》(영어: Planes, Trains and Automobiles)은 미국에서 제작된 1987년 로드 코미디 영화이다. 존 휴스가 각본, 제작, 연출을 맡고, 스티브 마틴, 존 캔디 등이 출연하였다.
이 영화는 캔디와 마틴의 연기를 중심으로 긍정 평가를 받았다.

## 줄거리

닐과 델의 이동 경로

뉴욕으로 출장을 갔던 광고책임자 닐은 추수감사절을 집에 있는 아내, 아이들과 보내기 위해 일리노이주 시카고행 비행기를 탄다. 하지만 비행기는 극심한 눈보라로 경로를 바꿔 엉뚱하게도 캔자스주 위치토에 착륙한다. 그날 밤 닐은 모텔에서 수다스럽고 괜한 붙임성으로 짜증을 불러일으키는 샤워 커튼 봉 링 판매원 델과 같은 방을 쓰게 된다. 이후 두 사람은 옥신각신하는 가운데 원래 목적지에 도착하기 위해 기차, 버스, 렌터카, 트럭을 옮겨타며 고난의 여정을 함께 한다.

## 출연
- 스티브 마틴 - 닐 페이지 역
- 존 캔디 - 델 그리피스 역
- 라일라 로빈스 - 수전 페이지 역
- 마이클 매키언 - 주 경찰관 역
- 딜런 베이커 - 오언 무니 역
- 올리비아 버넷 - 마티 페이지 역
- 래리 행킨 - 두비 역
- 매슈 로런스 - 닐 페이지 주니어 역
- 캐럴 브루스 - 조이 역
- 리처드 허드 - 월트 역
- 다이애나 딜 - 페그 역
- 케빈 베이컨 - 택시를 잡기 위해 닐과 결쟁하는 남자 역
- 마틴 페레로 - 두 번째 모텔 직원 역
- 이디 매클러그 - 렌터카 업체 직원 역
- 벤 스타인 - 위치토 공항 대표 역
- 윌리엄 윈덤 - 브라이언트 씨 역 (크레디트 미기재)

## 기타 제작진
- 총괄 제작: 마이클 치니치, 닐 A. 매클리스
- 미술: 존 W. 코소
- 의상: 에이프릴 페리